# Вране
Вране (лат. Corvus) су широко распрострањени род птица, породице вране. Латински назив рода Corvus у преводу значи „гавран”. У говорном језику заједнички назив за крупније врсте из рода Corvus је гавран, а за ситније врсте је врана. У Европи, назив „врана” се користи да означи црну врану и сиву врану, док у Северној Америци означава америчку врану или северозападну врану. Врсте из рода врана (Corvus) чини трећину укупног броја врста из породице вране (Corvidae). Показало се да је род врана еволуирао у Азији у оквиру породице вране, која је еволуирала у Аустралији.
Вране су у опсегу величина од релативно малих чавки величине голуба (евроазијских и даурских), до обичних гаврана холарктичког региона и дебелокљуног гаврана са Етиопске висоравни. Око 45 чланова овог рода се јавља на свим континентима умерене климе изузев Јужне Америке, и неколико острва. Род врана чини трећину врста у породици вране. Сматра се да су чланови еволуирали у Азији из корвидског соја, који је еволуирао у Аустралији. Колективно име групе врана је јато. Име рода је латинска реч за гаврана.
Недавна истраживања су утврдила да су неке врсте врана способне не само да користе оруђа, већ и да конструишу оруђа. Вране се убрајају међу најинтелигентније животиње на свету, са коефицијентом енцефализације једнаким оном који имају многи примати не рачунајући људе.

## Диверзитет
Варирају у величини од релативно малих чавки голубље величине (евроазијска и даурска) до обичног гаврана холарктичке области и дебелокљуног гаврана са етиопијских планина. Врсте из овог рода, којих има 45, насељавају све климатски умерене континенте, осим Јужне Америке, а насељавају и неколико острва.

## Еволуциона историја и систематика
Сматра се да су чланови рода Corvus еволуирали у централној Азији и да су се раширили по Северној Америци, Африци, Европи, и Аустралији.
Садашња евиденција о еволуцији указује на порекло у оквиру аустралазијске породице Corvidae. Међутим, грана која је произвела модерне групе као што су сојке, свраке, и друге, предоминантно црне Corvus врсте је напустила Аустралазију и били су концентрисани у Азији до времена кад су Corvus врсте еволуирале. Corvus су од тада поновно ушле у Аустралију (релативно недавно) и произвеле пет врста са једном препознатом подврстом.
Овај род је оригинално описао Лине у његовом раду из 18. века са насловом Systema Naturae. Име је изведено из латинске речи corvus са значењем „гавран”.

## Врсте
Врсте које припадају роду врана (Corvus):
- Аустралијске и меланезијске врсте
  - Мала врана или бенетова врана

  - Аустралијски гавран

  - Бизмаркова врана

  - Смеђоглава врана

  - Бугенвилска врана

  - Мали гавран

  - Новокаледонијска врана

  - Аустралијска врана

  - Тасманијски гавран

  - Новогвинејска врана

  - Молучка врана

  - Белокљуна врана

- Врсте из Океаније
  - Хавајска врана
 (изумрла у дивљини)
  - Маријанска врана

- Врсте из тропских подручја Азије
  - Даурска чавка

  - Мала врана

  - Флореска врана

  - Дебелокљуна врана

  - Индијска врана

  - Јужнокинеска врана

  - Сулавеска врана

  - Бангајска врана

- Евроазијске и северноафричке врсте
  - Сива врана

  - Црна врана

  - Гачац

  - Чавка

  - Краткорепи гавран

  - Пустињски гавран

- Врсте које насељавају Холарктик
  - Обични гавран

    - Фарски гавран
 (изумрла варијација)
- Врсте из Северне Америке
  - Америчка врана

  - Северозападна врана

  - Чивавски гавран

  - Тамаулипаска врана

  - Јамајчанска врана

  - Антилска врана

  - Кубанска врана

  - Врана рибар

  - Палмова врана

  - Синалоанска врана

- Врсте из тропских подручја Африке
  - Беловрати гавран

  - Шарена врана

  - Кејпска врана

  - Дебелокљуни гавран

  - Сомалска врана


### Списак подврста
- -{[[Corvus tasmanicus tasmanicus Mathews, 1912}-